# Laphria virginica
Laphria virginica là một loài ruồi trong họ Asilidae. Laphria virginica được Banks miêu tả năm 1917. Loài này phân bố ở vùng Tân Bắc giới.